# Jean Brankart
Jean Brankart (Momalle, 12 de julho de 1930 – Liège, 23 de julho de 2020) foi um ciclista profissional belga que atuou entre 1953 a 1960. Conquistou a terceira colocação na prova de perseguição individual do Campeonato Mundial de Ciclismo em Pista de 1959.
Morreu no dia 23 de julho de 2020 em Liège, aos 90 anos.

## Palmarés
| 1955 - 2º no Tour de France, mais 2 etapas - 1 etapa da Volta a Suíça - 1 etapa dos Três Dias de Amberes 1956 - 1 etapa da Volta a Bélgica 1957 - 1 etapa dos Três Dias de Amberes | 1958 - 2º no Giro da Itália e Classificação da montanha 1959 - Grande Prêmio de Midi Livre, mais 1 etapa |

## Resultados nas grandes voltas
| Corrida            | 1953 | 1954 | 1955 | 1956 | 1957 | 1958 | 1959 | 1960 |
| ------------------ | ---- | ---- | ---- | ---- | ---- | ---- | ---- | ---- |
| Giro de Itália     | -    | -    | -    | 7º   | -    | 2º   | -    | -    |
| Tour de France     | -    | 9º   | 2º   | 39º  | -    | Ab.  | 10º  | Ab.  |
| Volta a Espanha    | -    | -    | -    | -    | -    | -    | Ab.  | -    |
| Mundial em Estrada | -    | -    | -    | -    | -    | -    | -    | -    |

-: não participa
Ab.: abandono